# 普亚斯特吕克
普亚斯特吕克（法語：Pouyastruc，法語發音：[pujastʁyk]）是法国上比利牛斯省的一个市镇，位于该省北部，属于塔布区。

## 地理
普亚斯特吕克（43°16'4"N, 0°10'15"E）面积11.6 平方千米，位于法国奧克西塔尼大區上比利牛斯省，该省份为法国西南部内陆省份，北至热尔省，西接大西洋比利牛斯省，南与西班牙接壤，东临上加龙省。
与普亚斯特吕克接壤的市镇（或旧市镇、城区）包括：乌尔克、布伊-佩勒伊、卡斯泰尔维耶伊、科隆格、利佐、马尔克里、奥莱阿克代巴、萨巴洛。

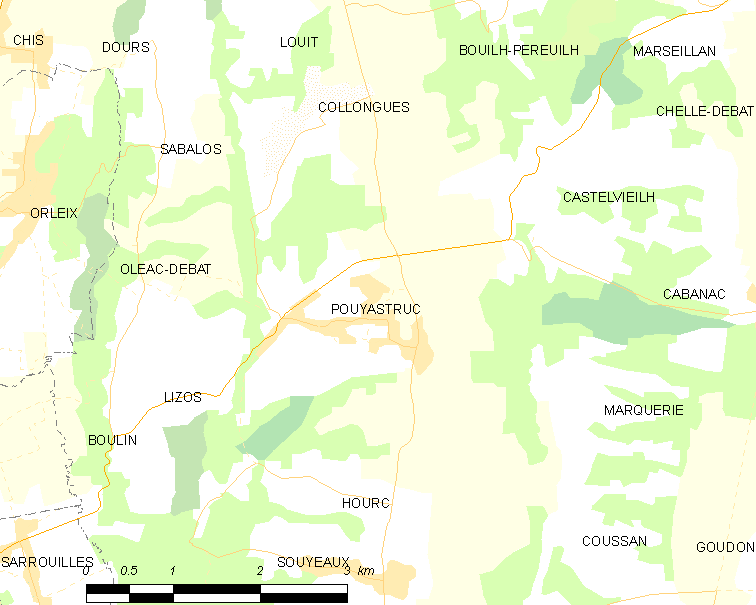
普亚斯特吕克的OSM定位图

普亚斯特吕克的时区为UTC+01:00、UTC+02:00（夏令时）。

## 行政
普亚斯特吕克的邮政编码为65350，INSEE市镇编码为65369。

## 政治
普亚斯特吕克所属的省级选区为山丘县。

## 人口

1962-2008年间普亚斯特吕克人口变化图示

普亚斯特吕克于2022年1月1日时的人口数量为650人。